# Ghost Chasers
Ghost Chasers is een stalen wildemuis-achtbaan van het model Wilde Maus Compact Park van de Duitse attractiebouwer MACK Rides. Ze staat opgesteld in het themagebied Nickland in het Duitse Movie Park.
De achtbaan heeft al vele namen gekend. Toen het attractiepark nog in het bezit was van Warner Brothers heette deze eerst Tom and Jerry's Mouse in the House. Toen Looney Tunes land verdween veranderde deze weer in Mad Manor . Sinds 2007 heeft de achtbaan de naam Ghost Chasers wat in het Nederlands vertaald wordt als De Vliegende Hollander.

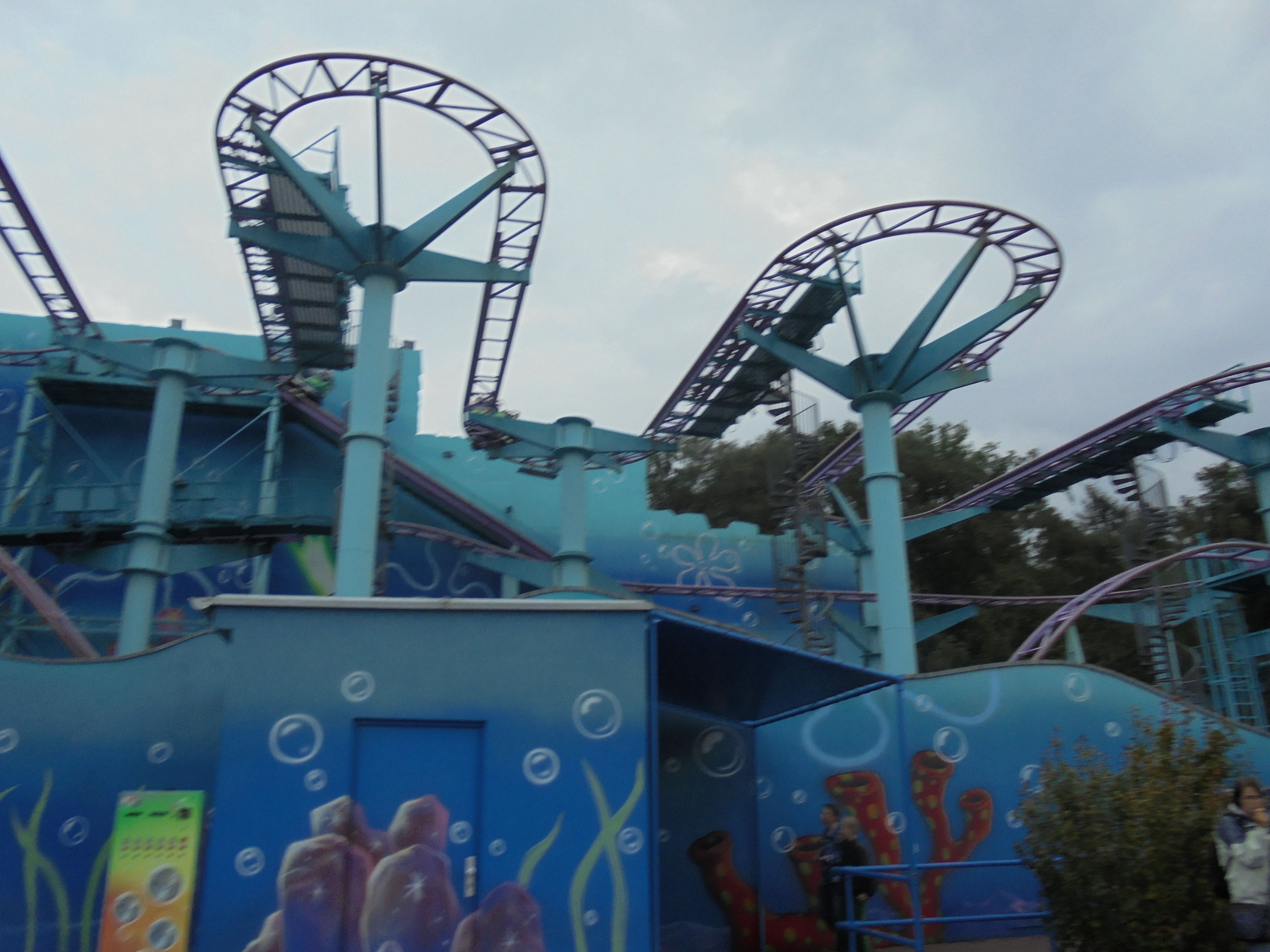
Ghost Chasers

Lijst van attracties in Movie Park Germany · Police Academy Stunt Show · afbeeldingen
Huidige attracties: Avatar Air Glider ·
Backyardigans Mission to Mars · The Bandit · Bermuda Triangle - Alien Encounter · Crazy Surfer · Dora's Big River Adventure · Fairy World Spin ·
Ghost Chasers · Jimmy Neutron's Atomic Flyer · MP Xpress · Excalibur - Secrets of the Dark Forest · NYC Transformer · Roxy · Side Kick · SpongeBob Splash Bash · Star Trek: Operation Enterprise · The High Fall · The Lost Temple · Time Riders · Van Helsing's Factory
Voormalige attracties: Batman Adventure · Cop Car Chase · Danny Phantom Ghost Zone · Gremlins Invasion · Ice Age Adventure · Josie's Bath House · Looney Tunes Adventure · Studio Tour · Unendliche Geschichte · Mystery River
Themagebieden: Federation Plaza · Hollywood Street Set · Nickland · Santa Monica Pier · Streets of New York · The Old West